# ATP Athen
Das ATP-Turnier von Athen (offiziell Athens International) war ein Herrentennisturnier, das zwischen 1986 und 1994 in der griechischen Hauptstadt ausgetragen wurde. Gespielt wurde im Freien auf Sandplätzen.

## Geschichte
Vor der Gründung der ATP Tour 1990 war das Turnier Bestandteil des Grand Prix Tennis Circuit. Danach gehörte es zur Kategorie ATP Tour 250 bzw. deren Vorgängerbezeichnung ATP World Series.
Veranstaltungsort war der Athens Lawn Tennis Club, wo schon der Tenniswettbewerb der Olympischen Sommerspiele 1896 ausgetragen wurde.
Seit 2008 wird unter dem Namen Status Athens Open im Rahmen der ATP Challenger Tour wieder ein Turnier in Athen ausgetragen. Gespielt wird hier allerdings auf Outdoor-Hartplätzen und im Olympic Tennis Centre im Olympia-Sportkomplex Athen, wo die Olympischen Sommerspiele 2004 ausgetragen wurden.

## Siegerliste
Rekordsieger ist der Spanier Jordi Arrese, der den Einzelbewerb zweimal für sich entscheiden konnte, im Doppel ist der Spanier Javier Sánchez mit ebenfalls zwei Titeln der Rekordsieger.

### Einzel
| Jahr | Sieger                 | Finalgegner         | Finalergebnis   |
| ---- | ---------------------- | ------------------- | --------------- |
| 1994 | Alberto Berasategui    | Óscar Martínez      | 4:6, 7:64, 6:3  |
| 1993 | Jordi Arrese (2)       | Alberto Berasategui | 6:4, 3:6, 6:3   |
| 1992 | Jordi Arrese (1)       | Sergi Bruguera      | 7:5, 3:0, aufg. |
| 1991 | Sergi Bruguera         | Jordi Arrese        | 7:5, 6:3        |
| 1990 | Mark Koevermans        | Franco Davín        | 5:7, 6:4, 6:1   |
| 1989 | Ronald Agénor          | Kent Carlsson       | 6:3, 6:4        |
| 1988 | Horst Skoff            | Bruno Orešar        | 6:3, 2:6, 6:2   |
| 1987 | Guillermo Pérez Roldán | Tore Meinecke       | 6:2, 6:3        |
| 1986 | Henrik Sundström       | Francisco Maciel    | 6:0, 7:5        |

### Doppel
| Jahr | Sieger                          | Finalgegner                       | Finalergebnis |
| ---- | ------------------------------- | --------------------------------- | ------------- |
| 1994 | Luis Lobo Javier Sánchez (2)    | Cristian Brandi Federico Mordegan | 5:7, 6:1, 6:4 |
| 1993 | Horacio de la Peña Jorge Lozano | Royce Deppe John Sullivan         | 3:6, 6:1, 6:2 |
| 1992 | Tomás Carbonell Francisco Roig  | Marcelo Filippini Mark Koevermans | 6:3, 6:4      |
| 1991 | Jacco Eltingh Mark Koevermans   | Menno Oosting Olli Rahnasto       | 5:7, 7:6, 7:5 |
| 1990 | Sergio Casal Javier Sánchez (1) | Tom Kempers Richard Krajicek      | 4:6, 7:6, 6:3 |
| 1989 | Claudio Panatta Tomáš Šmíd      | Gustavo Giussani Gerardo Mirad    | 6:3, 6:2      |
| 1988 | Rikard Bergh Per Henricsson     | Pablo Arraya Karel Nováček        | 6:4, 7:5      |
| 1987 | Tore Meinecke Ricki Osterthun   | Jaroslav Navrátil Tom Nijssen     | 6:2, 3:6, 6:2 |
| 1986 | Libor Pimek Blaine Willenborg   | Carlos di Laura Claudio Panatta   | 5:7, 6:4, 6:2 |